# Eddy Vermoesen
Eddy Vermoesen (Tongeren, 2 december 1952) is een Belgisch politicus voor de N-VA. Hij is schepen van Aartselaar.

## Biografie
Eddy Vermoesen volgde een opleiding aan de Koninklijke Militaire School en behaalde een master in overheidsmanagement en bestuurskunde. Hij was enige jaren actief in de medische component voor Defensie en stichtte vervolgens een eigen zaak, NCS genaamd.
Hij was penningmeester van de Vlaamse Badminton Liga en de Koninklijke Belgische Badminton Federatie om vanaf 1994 het topsportdepartement te leiden. Sinds 2002 is hij ook secretaris van het Davidsfonds van Aartselaar.
Vermoesen is gehuwd en heeft drie dochters en een zoon.

### Politieke carrière
Vermoesen is politiek actief binnen de Aartselaarse afdeling van de N-VA, waarvan hij in 2007 voorzitter werd in opvolging van Lieve Redant. In die functie werd hij in 2013 door Katleen Van Hove opgevolgd. Vermoesen kreeg bij de gemeenteraadsverkiezingen van 2012 de tweede plaats op de N-VA-lijst aangevoerd door Sophie De Wit. De partij die in de voorgaande legislatuur niet onafhankelijk in de gemeenteraad vertegenwoordigd was (wel in kartel met CD&V, en met initieel een gemeenteraadslid, Sophie De Wit), haalde 10 van de 23 zetels en vormde met sp.a-Groen een bestuurscoalitie. Vermoesen werd begin 2013 schepen, bevoegd voor Financiën, Cultuur, Europese Zaken, Toerisme, Bibliotheek, Patrimonium, Onroerend Erfgoed en Monumentenzorg. Hij was tevens eerste schepen. Ook na de gemeenteraadsverkiezingen van 2018 bleef hij schepen. Hij werd derde schepen bevoegd voor Cultuur en Erfgoed, Evenementen, Financiën, Patrimonium en Wagenpark, ICT en Digitalisering.
In februari 2016 werd hij verkozen tot nationaal secretaris-penningmeester van de N-VA en werd bijgevolg lid van het partijbureau. Hij volgde in deze functie Peter De Roover op. Zijn verkiezing door de partijraad wekte belangstelling omdat ze gebeurde tegen een door de partijvoorzitter naar voor geschoven 'officiële' kandidaat. In april 2021 volgde Vermoesen zichzelf als penningmeester op.
Van juni 2018 tot mei 2020 was Vermoesen lid van het College van censoren in de Nationale Bank van België. Sinds 2023 is hij bestuurder van netbeheerder Elia en de gemeentelijke holding Publi-T.